# 李在奎
李在奎（韓語：이재규，1970年10月4日—)，韩国电影、电视剧导演。1996年进入MBC任职，电视剧《茶母》是其执导的首部作品；2015年与曾在CJ娱乐负责韩国电影投资发行工作的朴哲洙成立影视制作公司Monster Film（몬스터필름）。

## 作品列表

### 電視劇
- 2000年：MBC《歐巴桑》
- 2003年：MBC《茶母》
- 2005年：SBS《流行70》
- 2006年：KBS《鮭魚之夢》
- 2008年：MBC《貝多芬病毒》
- 2012年：MBC《The King 2 Hearts》
- 2021年：Netflix《殭屍校園》
- 2023年：Netflix《精神病房也會迎來清晨》

### 電影
- 2010年：《The Influence》
- 2014年：《逆鱗》
- 2018年：《完美的他》

## 外部連結
- 李在奎在NAVER上的资料
- 李在奎在韩国电影数据库（KMDb）上的資料（韓語）
- 李在奎在互联网电影资料库（IMDb）上的資料（英文）